# (3789) Zhongguo
(3789) Zhongguo es un asteroide que forma parte del cinturón exterior de asteroides y fue descubierto por Zhang Yuzhe el 25 de octubre de 1928 desde el Observatorio Yerkes de Williams Bay, Estados Unidos.

## Designación, nombre y circunstancias del descubrimiento
Zhongguo se designó inicialmente como 1928 UF. Poco después se le asignó el número 1125 y se le dio el nombre «China». Sin embargo, el asteroide se perdió por lo que el número y el nombre fueron reasignados al asteroide 1957 UN1. El 12 de agosto de 1987 la UAI anunció que Conrad Bardwell y Syuichi Nakano habían identificado el asteroide 1986 QK1 descubierto por Henri Debehogne desde el Observatorio de La Silla con el objeto perdido 1928 UF. Más adelante, en 1988, recibió el nombre «Zhongguo» por la palabra en chino para China, un país de Asia.

## Características orbitales
Zhongguo está situado a una distancia media del Sol de 3,286 ua, pudiendo acercarse hasta 2,679 ua y alejarse hasta 3,893 ua. Tiene una inclinación orbital de 2,747 grados y una excentricidad de 0,1848. Emplea 2176 días en completar una órbita alrededor del Sol.
Es uno de los pocos asteroides en resonancia orbital 2:1 con Júpiter.

## Características físicas
La magnitud absoluta de Zhongguo es 12,7.